# أنيكو كابروس
أنيكو كابروس (بالمجرية: Kapros Anikó) مواليد 11 نوفمبر 1983 في بودابست، هي لاعبة كرة مضرب مجرية سابقة بدأت مسيرتها كمحترفة سنة 2000 وكانت تلعب باليد اليمنى، اعتزلت اللعب في 2010. كما أنها إحدى بطلات الجراند سلام. أعلى تصنيف لها في الفردي كان المركز الـ 44 في سنة 2004. سبق أن شاركت في دورة الألعاب الأولمبية الصيفية.

## روابط خارجية
- أنيكو كابروس على موقع رابطة محترفات التنس (الإنجليزية)
- أنيكو كابروس على موقع الاتحاد الدولي لكرة المضرب (الإنجليزية)
- أنيكو كابروس على موقع كأس بيلي جين كينغ (الإنجليزية)
- أنيكو كابروس على موقع خلاصة التنس.كوم (الإنجليزية)
- أنيكو كابروس على موقع أوليمبيديا (الإنجليزية)